# Гаплогруппа D (мтДНК)
Гаплогруппа D — гаплогруппа митохондриальной ДНК человека.
И. А. Захаров-Гезехус с коллегами предложили дать гаплогруппе D имя Дарый (Daryy).

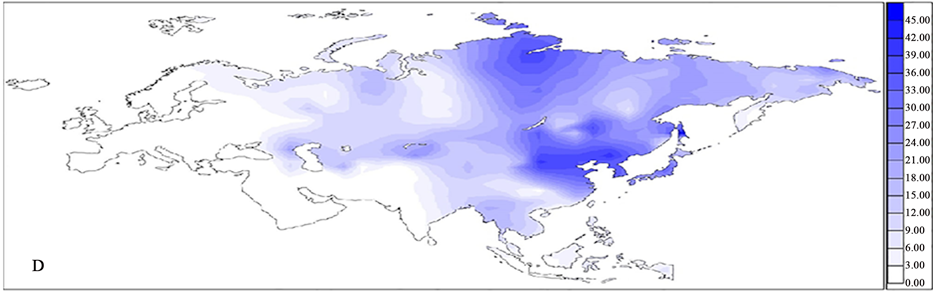
Митохондриальная гаплогруппа D в Евразии

## Происхождение
Предполагается, что гаплогруппа D возникла в Азии около 60 тыс. лет тому назад. Она является потомком гаплогруппы M.

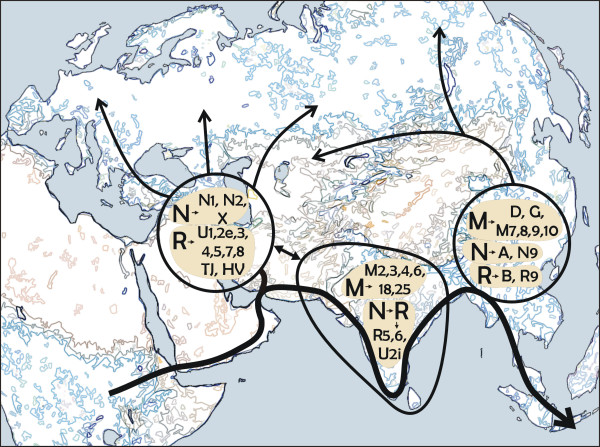

По оценке Н. В. Володько, митохондриальная гаплогруппа D4h3 возникла на Дальнем Востоке около 17 тыс. лет назад.

## Филогенетическое дерево
- D
  - D4
    - D1
      - D1a
      - D1b
      - D1c
      - D1d

    - D4a
      - D4a1
        - D4a1a
        - D4a1b
        - D4a1c

      - D4a2
        - D4a2a

      - D4a3
        - D4a3a

      - D4a4

    - D4b
      - D4b1
        - D3
        - D4b1a
          - D4b1a1
          - D4b1a2
            - D4b1a2a
              - D4b1a2a1
                - D4b1a2a1a

        - D4b1b
          - D4b1b1
          - D4b1b1a
          - D4b1b2

      - D4b2
        - D4b2a
          - D4b2a1
          - D4b2a2
            - D4b2a2a
            - D4b2a2b

        - D4b2b
          - D4b2b1
            - D4b2b1a
            - D4b2b1b

          - D4b2b2
          - D4b2b3

    - D4c
      - D4c1
        - D4c1a
          - D4c1a1

        - D4c1b
          - D4c1b1

      - D4c2

    - D4d
    - D4e
      - D4e1
        - D2
          - D2a
            - D2a1
              - D2a1a
              - D2a1b

          - D2b

        - D4e1a
          - D4e1a1
          - D4e1a2

    - D4e2
      -         - D4e2a
        - D4e2b
        - D4e2c

    - D4f
    - D4g
      - D4g1
        - D4g1a
        - D4g1b
        - D4g1c

      - D4g2
        - D4g2a
          - D4g2a1

    - D4h
      - D4h1
        - D4h1a

      - D4h3

    - D4i
      - D4i1
      - D4i2

    - D4j
    - D4k
    - D4l
      - D4l1
      - D4l2
        - D4l2a

    - D4m
      - D4m1
      - D4m2

    - D4n
      - D4n1

    - D4o
      - D4o1
      - D4o2

  - D5’6
    - D5
      - D5a’b
        - D5a
          - D5a1
            - D5a1a

          - D5a2
            - D5a2a
              - D5a2a1
                - D5a2a1a
                - D5a2a1b

        - D5b
          - D5b1
            - D5b1a
            - D5b1b
              - D5b1b1

          - D5b2

      - D5c
      - D5d
        - D5d1

    - D6

## Распространение
Встречается в Северо-Восточной Азии (в том числе в Сибири). Также является одной из 5 мтДНК-гаплогрупп, обнаруженных у коренных народов Америки, наряду с такими, как A, B, C и X2a. D1 это базальная ветвь D4, которая широко распространена и разнообразна в Северной и Южной Америке. Субклады D4b1, D4e1 и D4h встречаются как в Азии, так и в Северной и Южной Америке. D2, встречается с высокой частотой в некоторых арктических и субарктических популяциях (особенно у алеутов) и является подклассом D4e1, параллельным D4e1a и D4e1c, поэтому его правильно следует называть D4e1b. D3 был найден главным образом в некоторых сибирских популяциях и у эскимосов Канады и Гренландии и является ветвью D4b1c.
Также гаплогруппа D довольно часто встречается в Центральной Азии, где она является второй по частоте кладой мтДНК (после митохондриальной гаплогруппы H). С низкой частотой гаплогруппа D встречается на северо-востоке Европы и в Юго-Западной Азии.
У монголов Китая митохондриальная гаплогруппа D достигает 27,07 %, у китайцев-хань — 23,53 %, у монголоязычных дауров — 10,53 %. Митохондриальная гаплогруппа D выявлена у 3 из 10 изученных в Китае носителей тунгусского языка.

## Палеогенетика
- D1 определена у девочки-подростка из пещеры Хойо Негро (полуостров Юкатан), жившей 13—12 тыс. лет назад[7][8]
- D4h3a определена у мальчика Анзик-1 (en:Anzick-1), жившего 12,7 тыс. лет назад[9]
- D1 определили у 10 600-летней мумии Пещеры Духов[англ.] (AHUR_2064), из штата Невада[10]
- В Южном конусе Южной Америки в раннем голоцене была распространена митохондриальная гаплогруппа D1j, в среднем голоцене — митохондриальная гаплогруппа D1g[11]
- D1j определили у образца LLP.S2.E1 (Laguna Chica, 10 223—9764 л. н.) из Аргентины[12]
- D4h3 определена у индивида Шука Каа (Shuká Káa) из пещеры «На коленях» (en:On Your Knees Cave) на острове принца Уэльского на юго-востоке штата Аляска, жившего 9730±60 — 9880±50 лет назад[13][14]
- D4h3a определили у образцов из бразильских Lapa do Santo возрастом ок. 9,5 тыс. л. н., Moraes возрастом ок. 5,8 тыс. л. н. и у образца из белизского Mayahak Cab Pek (ок. 9,3 тыс. л. н.)[15]
- D5a2a1h1 FY-HT-2 (9380±90 л. н.) из китайской пещеры Фуянь (en:Fuyan Cave)[16][17][18]
- D1 определили у образца ASO_B9_S14a (Arroyo Seco 2, 7832—7573 л. н.) из Аргентины[12]
- D4 определена у образца DevilsGate1 (5726—5622 лет до н. э.) из пещеры Чёртовы Ворота в Приморье[19]
- D4 определена у представителей культуры Бойсмана (~5000 лет до н. э.) в Приморье[20]
- D* и D1 выявлены у древних южноамериканцев (D* и D1 в Huaca Pucllana, D1 в Pasamayo, Pueblo Viejo (Перу) и в Llullaillaco (Аргентина)[21][22]
- D4b1a определили у представителей культуры Луншань (2275—1844 лет до н. э.)[23]
- D4j определили у образца KPT005 (4142—3980 л. н., ранний бронзовый век) из могильника Khaptsagai у деревни Люры (Иркутская область)[24]
- D2a1a определена у древних алеутов с Алеутских островов (от 2320—1900 до 500—140 л. н.)[25]
- D2a1 обнаружена у представителя палеоэскимосской культуры Саккак, жившего в Гренландии ок. 4 тыс. лет назад[26]
- D4b2b обнаружена у образцов JJD301.1 и JJD301.6 (3300 л. н.) из китайской пещеры Яндзиапо (Yangjiapo Cave)[16]
- D5a1a2ab определена у образца FY-HT-1 (2510±140 л. н.) из китайской пещеры Фуянь (en:Fuyan Cave)[16]
- Митохондриальная гаплогруппа D была обнаружена у мужчины-воина из погребения в Покровске (Якутия), жившего 2400—2200 лет назад[27]
- У представителей среднего периода Яёй определили субклады D4b2b1 (образцы из Doigahama DH-S01 (2,306—2,238 тыс. л. н.) и DH-A) и D4b2a1 (образец HN-SJ002, Hanaura, Япония)[28].
- У мужчины и женщины хунну из Duurlig Nars в Северо-Восточной Монголии, живших 2000 л. н., определили субклад D4[29]
- D1g5 определили у образца LCH.E4.4 (Laguna Chica, 1627—1565 л. н.) из Аргентины[12]
- Урджарская принцесса из погребения сакского времени (III—IV век до н. э.) в Урджарском районе Восточно-Казахстанской области имела субклад D4o[30][31]
- Исследование ДНК скелета гуннского периода из Музея естественной истории (г. Будапешт), датированного средней третью V века, показало, что он имел субклад D4j12[31]
- D2a1 определили у образцов токаревской культуры (вторая половина 1 тыс. до н. э. — начало 1 тыс. н. э.) со стоянки Ольская на мысе Восточный (Ольский) (Магаданская область)[24]
- D5c1a определили у образца имперского периода Кофун JpIw31 (1303—1377 л. н.)[32].
- D4o2a определили у образца Yana _young (766 л. н.) с Янской стоянки (Якутия)[24]
- D4b1 определили у мужчины из погребения 688 гунно-сарматского времени памятника Сопка-2 в Барабинской лесостепи[33]
- D4j определена у образца Uyelgi21 из могильника IX века на озере Уелги (Челябинская область)[34]
- D4m2a выявлена у представителя охотской культуры NAT004 с острова Ребун (Япония)[35]
- D4o2a, D5b1 определили образцов с кладбища Чжэньзишань (Zhenzishan) в китайском Шанду (XIII век)[36]
- D4b1a2a1a обнаружена у образцов с кладбища в Нувуке (Барроу) на Аляске с калиброванными датами между 981 и 1885 годами нашей эры[37]
- D1 определена у образца I1742 (880 л. н.) из перуанского Tranca (Laramate, Highlands)[15]
- D1a2 определили у бразильского образца Brazil-12 (от 888 ± 25 до 4851 ± 30 л. н.) из штата Пернамбуку[38]
- D4c2b определили у образца CKZ001 (1726-1814 cal AD) из Казахстана (Y-хромосомная гаплогруппа C2a1a3-F191)[39]

### Общие сведения
- Ian Logan’s Mitochondrial DNA Site
- PhyloTree.org - mtDNA tree Build 17 (18 Feb 2016): subtree D

### Гаплогруппа D
- - Spread of Haplogroup D, from National Geographic